# جون فولتون (لاعب كريكت)
جون فولتون (7 ديسمبر 1965 في نيوزيلندا - ) (بالإنجليزية: John Fulton)‏ هو لاعب كريكت نيوزلندي.

## وصلات خارجية
- جون فولتون (لاعب كريكت) على موقع إي آس بي آن كريك إنفو (الإنجليزية)